# Batalla de Vaslui
La batalla de Vaslui (en rumano: Bătălia de la Vaslui; también conocida como batalla de Podul Înalt o batalla de Racova) fue un enfrentamiento militar llevado a cabo el 10 de enero de 1475 entre el príncipe Esteban III de Moldavia y el beylerbey otomano de Rumelia, Hadim Suleiman Paşa. El sultán Mehmed II ausente en esta acción, se encontraba, a la sazón, en la actual Grecia ocupado en una guerra contra la República de Venecia. La batalla tuvo lugar en Podul Înalt, «el Alto Puente», junto a la ciudad de Vaslui, en el entonces principado de Moldavia (ahora en el distrito de Vaslui, en el este de Rumania).
El triunfo de Esteban III sobre los turcos fue descrita como «la más importante victoria en tierra de un ejército cristiano contra los turcos hasta el sitio de Viena». Mara Brankovic (Mara Hatun), que había sido la joven esposa de Murad II, dijo a un enviado veneciano que la invasión había sido «la mayor derrota sufrida por un ejército otomano en la historia». Esteban III fue aclamado con el título de Athleta Christi, «Campeón de Cristo», por el Papa Sixto IV, que se refirió a él como «verdadero defensor de la fe cristiana». De acuerdo con el cronista polaco Jan Długosz y otras fuentes, Esteban III no celebró su victoria; en vez de ello ayunó durante cuatro días con pan y agua y prohibió que nadie le atribuyera la victoria, insistiendo que la victoria había sido sólo de Dios.

## Antecedentes
El conflicto entre Esteban III y Mehmed II empeoró cuando ambos reclamaron la región histórica del sur de Besarabia, ahora conocida bajo el nombre de Budzhak. La región había pertenecido a Valaquia, pero luego sucumbió a la influencia de Moldavia bajo Pedro II y posiblemente fue anexada a fines del siglo XIV por Román I. Bajo Alejandro I, se había integrado plenamente en Moldavia y fue defendida con éxito en 1420 contra el primer intento otomano de apoderarse del castillo de Chilia. Los puertos de Chilia y Maurokastron eran esenciales para el comercio moldavo. La antigua ruta comercial de Cafa, Maurokastron y Chilia pasaba a través de Suceava y Leópolis. Tanto Polonia como Hungría habían intentado dominar la región antes, pero habían fracasado y para los otomanos «el control de estos dos puertos y de Cafa era tanto una necesidad económica como política», ya que mejoraría su control de Moldavia y serviría como un valioso punto estratégico desde donde lanzar ataques navales contra la Mancomunidad Polaco-Lituana. Así lo confirma una crónica alemana que explica que Mehmet II quería hacer de Moldavia «una especie de fortaleza, desde donde poder invadir Polonia y Hungría». A la vez, los otomanos temían la posición estratégica de Moldavia, desde donde se podía llegar a Constantinopla en diez o veinte días:

Desde aquí [Moldavia] uno podría llegar a Constantinopla en diez o veinte días, por lo que le recuerdo gentilmente a Vuestra Alteza que desde aquí se podría atacar a los ejércitos de este insidioso sultán turco [Bayezid II]. Y por lo que escucho de confiable hombres y mercaderes que vienen de Constantinopla, los turcos temen mucho a este príncipe [Esteban III] y todos los cristianos que considerarían abrirse camino a través de este país [hacia la Puerta].

En 1448, Pedro II otorgó Chilia a Juan Hunyadi, el gobernador de Transilvania; cediendo efectivamente el control del área estratégica del delta del Danubio, con acceso al mar Negro, a Hungría. Con el asesinato de Bogdan II de Moldavia en 1451 por su hermano Pedro Aarón, el país cayó en una guerra civil en la que dos pretendientes se disputaron el trono: Aarón y Alejandro. El hijo de Bogdan, Esteban, huyó de Moldavia junto con su primo, Vlad III de Valaquia, que había buscado protección en la corte moldava, a Transilvania, a la corte de Hunyadi. Aunque Hungría había hecho las paces con los turcos en 1451, Hunyadi quería transformar Valaquia y Moldavia en una barrera que protegiera al reino de la expansión otomana. En el otoño de 1453, después de la conquista otomana de Constantinopla, Moldavia recibió un ultimátum para obligarla comenzar a pagar tributo a la Puerta; dos años más tarde, el 5 de octubre de 1455, Aarón envió el primer tributo moldavo a la Puerta: un pago de dos mil ducados.

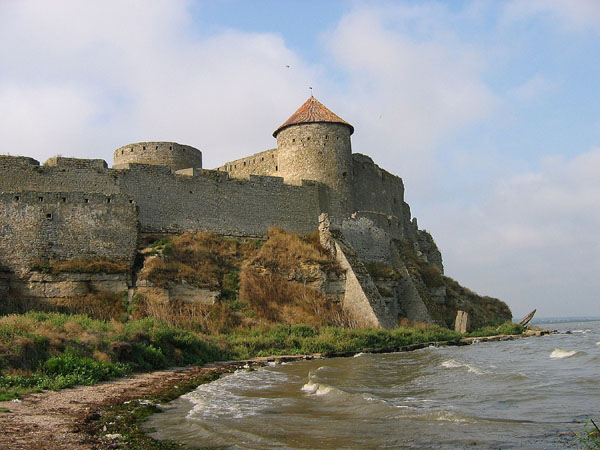
Castillo de Maurokastron en la actualidad.

Valaquia y Moldavia llevaban por tanto una política prootomana y el plan para instalar a Vlad III como príncipe de Valaquia comenzó a tomar forma. En algún momento entre abril y julio de 1456, con el apoyo de algunas tropas húngaras y boyardos de Valaquia, el príncipe Vladislao II fue destronado y asesinado, y Vlad III tomó posesión del trono de Valaquia; y en consecuencia, Chilia se convirtió en un condominio húngaro-valaco. En abril de 1457, Vlad III apoyó a Esteban con seis mil jinetes, que este último usó para invadir Moldavia y ocupar su trono como Esteban III; la huida de Aarón a Polonia puso fin a la guerra civil. El nuevo príncipe siguió enviando el tributo que su tío y Mehmed II habían pactado, y de esta forma evitó cualquier enfrentamiento prematuro con este. Su primera prioridad era fortalecer su país y recuperar su territorio perdido. Debido a que Aarón residía en Polonia, Esteban III hizo algunas incursiones en el sur de ese reino. Las hostilidades terminaron el 4 de abril de 1459, cuando en un nuevo tratado entre los dos países, Moldavia aceptó el vasallaje y a cambio Polonia devolvió Jotín y asumió la obligación de apoyar a los moldavos en la recuperación de Chilia y Maurokastron. Era de interés para los polacos que esa región estuviera en manos moldavas, que pretendían aumentar su comercio en ella.
El 2 de marzo de 1462, en un tratado renovado entre los dos países, se acordó que ningún territorio moldavo debería permanecer bajo dominio extranjero, y si dicho territorio estaba bajo dominio extranjero, ese territorio debía recuperarse. Más tarde ese año, se cree que Esteban III le pidió a Vlad III que devolviera a Chilia a Moldavia, una demanda que probablemente fue rechazada. El 22 de junio, cuando Vlad II estaba luchando contra Mehmed II, Esteban III se alió con el sultán y con algo de ayuda turca, lanzó un ataque contra Chilia. El castillo, defendido por altos muros de piedra y doce cañones, estaba entre las fortificaciones más fuertes del Danubio en ese momento. Los valacos acudieron en socorro de la plaza con siete mil hombres y, junto con la guarnición húngara, lucharon contra los moldavos y los turcos durante ocho días. Consiguieron defender la ciudad e hirieron a Esteban III en el pie con metralla. En 1465, mientras Vlad III estaba encarcelado en Hungría, Esteban III avanzó nuevamente hacia Chilia con un gran ejército y armas de asedio; pero en lugar de sitiar la fortaleza, mostró a la guarnición, que favorecía al rey polaco, una carta en la que el monarca le exigía que la entregara. Así lo hizo, y el príncipe entró en ella, donde encontró «a sus dos capitanes, bastante borrachos, porque habían estado en una boda». Como era vasallo de los turcos, estos le exigieron que les entregara la plaza. Sin embargo, se negó y reclutó un ejército, lo que obligó a Mehmed II, que aún no estaba listo para hacer la guerra, a aceptar la situación, aunque solo fuera por el momento. El príncipe moldavo, al darse cuenta de que no se podía evitar una futura guerra con Mehmed II, trató de ganar tiempo aumentando su tributo a la Sublime Puerta en un 50 % (a tres mil ducados); también envió un embajador a Constantinopla con regalos para el sultán. En 1467, Matías Corvino de Hungría emprendió una expedición contra Moldavia para castigar a Esteban III por anexarse la región, pero la campaña acabó en desastre, pues fue vencido en Baia, donde Corvino fue herido tres veces por flechas y tuvo que ser «llevado del campo de batalla en una camilla, para evitar que cayera en manos de los enemigo». Para asegurar su frontera sur de las amenazas turcas, Esteban III quería eliminar el dominio otomano de Valaquia, donde gobernaba el hostil Radu el Hermoso, el medio hermano de Vlad III. En 1470, invadió el país e incendió la ciudad de Brăila y en 1471, Esteban III y Radu se enfrentaron en Moldavia, donde este último fue derrotado.

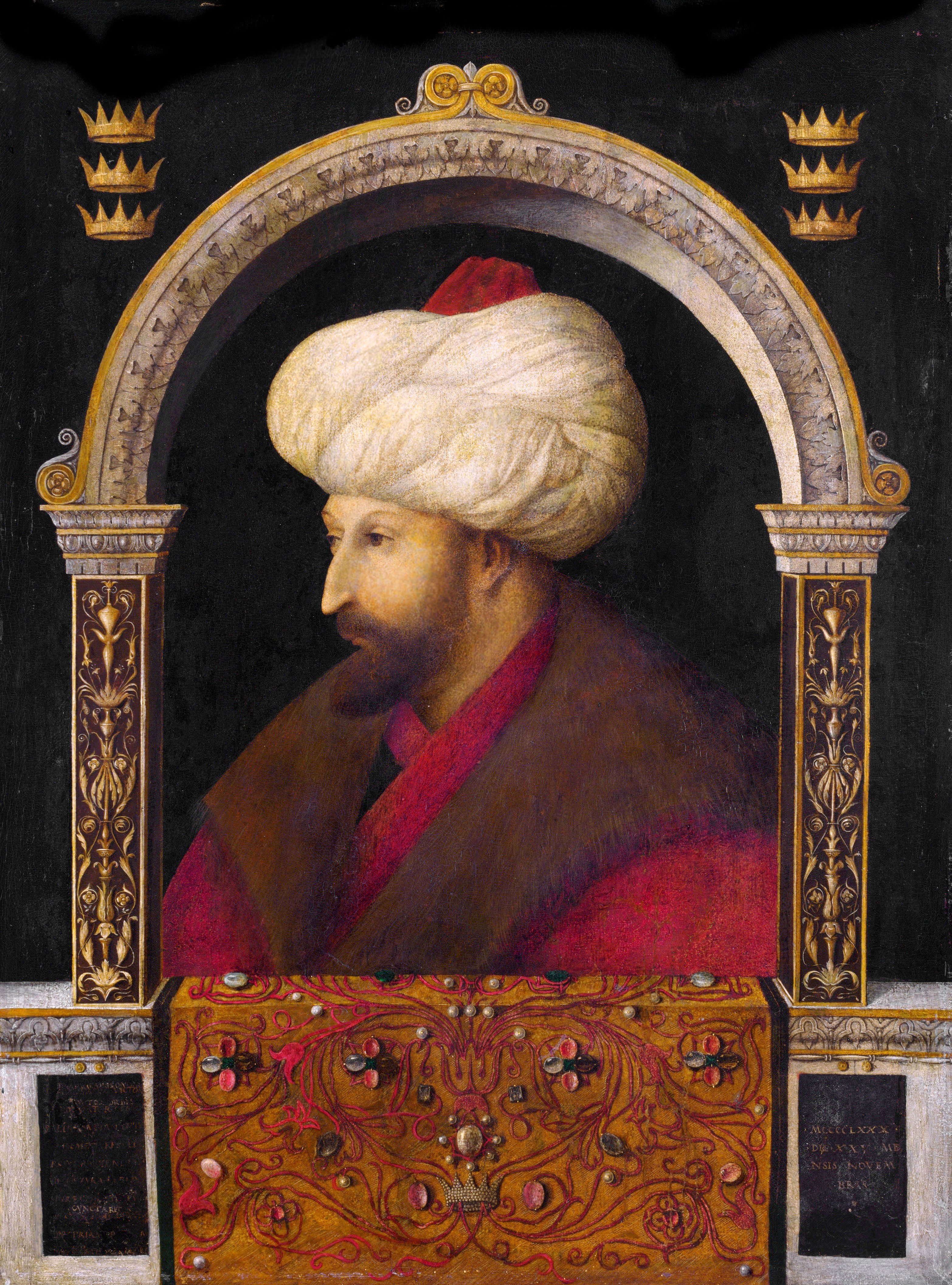
Retrato de Mehmed II por Gentile Bellini, 1480.

Mientras tanto, Génova, que poseía varias colonias en Crimea, comenzó a preocuparse por la creciente influencia de Esteban III en la región y ordenó a sus colonias que hicieran lo que fuera necesario para vengarse de las travesuras pasadas que supuestamente habían sufrido los genoveses. Estas decidieron animar a los tártaros a atacar Moldavia, y más tarde, ese año, invadieron el principado por el norte, esclavizando a muchos de sus habitantes. Esteban III respondió atacando territorio tártaro con ayuda polaca. En 1472, Uzún Hasán de Ak Koyunlu invadió el Imperio otomano desde el este, provocando una gran crisis. Fue derrotado al año siguiente, pero este evento inesperado, como se explica en una fuente contemporánea, animó a Venecia y Hungría a reanudar su guerra contra los turcos, y a Moldavia a liberarse de cualquier influencia otomana. En 1473, Esteban III dejó de pagar el tributo anual a la Sublime Puerta y, como reacción a ello, una carta italiana, fechada en ese año, dirigida a Bartolomeo Scala, secretario de la República de Florencia, revela que Mehmed II había salido de Constantinopla el 13 de abril y planeaba invadir Moldavia por tierra y mar. Esteban III todavía esperaba hacer las paces con Radu y le pidió al rey polaco que trabajara como mediador. Los intentos de paz fracasaron y el conflicto se intensificó con tres líderes que se disputaban el trono de Valaquia: Radu, que contaba con el apoyo de Mehmed II; el aparentemente leal Basarab Laiotă, quien al principio fue apoyado por Esteban III; y Basarab Ţepeluş cel Tânăr, quien obtendría el apoyo moldavo después de la traición de Laiotă.
Siguieron una serie de enfrentamientos «absurdos», comenzando con otra batalla entre Esteban III y Radu del 18 al 20 de noviembre, en Râmnicu Sărat, donde este último sufrió su segunda derrota a manos del príncipe "guerrero" moldavo. Unos días después, el 28 de noviembre, los otomanos intervinieron con un ejército formado por 12 000 otomanos y 6000 valacos, pero «incurrieron en grandes pérdidas y huyeron a través del Danubio». Aparentemente fueron capturados 2300. Después de capturar el castillo de Bucarest, Esteban III puso a Laiotă en el trono. En la capital moldava, los habitantes aclamaron la victoria, según Las crónicas eslavo-rumanas: «Y luego, el metropolitano y todo el clero de la iglesia le dieron una maravillosa y hermosa bienvenida, pero sobre todo glorificando a Dios por todo lo que le había dado a su servidor, voivoda Esteban». Sin embargo, el 23 de diciembre Radu regresó a Valaquia con 15 000 a 17 000 otomanos y 12 000 munteni, «montañeses», o valahi, «valacos».
El 31 de diciembre, el nuevo ejército otomano acampó alrededor del río Bârlad, arrasando el campo e intimidando al nuevo príncipe para que abandonara su trono de Valaquia, quien huyó a tierras moldavas. En respuesta, Esteban III invirtió su apoyo en un nuevo candidato, llamado Ţepeluş, «pequeña lanza», pero su reinado fue aún más corto, ya que solo duró unas pocas semanas después de ser derrotado por Laiotă en una batalla el 5 de octubre. Dos semanas después, el príncipe moldavo regresó a Valaquia y obligó a Laiotă a huir. Mehmed, cansado de lo que ocurrió en Valaquia, le dio a Esteban III un ultimátum para entregar Chilia a la Sublime Puerta, abolir su política agresiva en Valaquia y venir a Constantinopla con su homenaje retrasado. El príncipe se negó y en noviembre de 1474 escribió al Papa para advertirle de la expansión otomana y pedirle apoyo.

## Fuerzas enfrentadas

### Otomanos

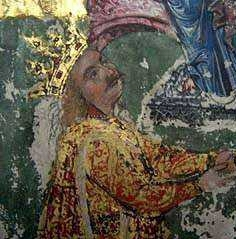
Detalle de una miniatura de Esteban III en el monasterio de Humor.

En una carta posterior a la batalla, Esteban III afirmaba: «el Turco antes mencionado [Mehmed II] envió a nuestro país y contra nosotros un gran ejército, que sumaba ciento veinte mil hombres, cuyo capitán principal era Solimán Pasha Beglerbegul». El cronista polaco del siglo XV, Jan Długosz, escribió: «El 17 de enero, el voivoda de Moldavia enruta al ejército del sultán Mehmed de 120 000, que estaba devastando Valaquia» y «El martes 17 de enero, Esteban, el voivoda de Moldavia, derrotó en una gran matanza al ejército de 120 000 hombres de Mahoma, a quien también habían ayudado las montañas, después de haber sometido al país». El marino veneciano Domenico Malipiero creía que eran noventa mil turcos. Andrea Navagero calculaba una expedición «con 120 000 jinetes, en la Valaquia Inferior». Los Analele Veneţiene, basados en un manuscrito datado en 1590, repiten la cifra de ciento veinte mil turcos. Joachim Cureaus, a finales del siglo XVI, informaba que: «Mahoma, aprovechando el malentendido entre los reyes cristianos, envió a finales del año pasado un ejército de 120 000 hombres para subyugar a Moldavia». El polaco Maciej Stryjkowski, en su crónica de 1582, menciona en dos ocasiones las fuerzas turcas, la primera vez dice: «envió un ejército de ciento veinte mil turcos y tártaros y montañeses contra Moldavia, para saquearla, queriendo hacer de Esteban su vasallo»; y en la segunda: «derrotó a cien mil turcos y tártaros». El cronista Grigore Ureche también creía que eran ciento veinte mil. Leonardo de Oretona, en una carta, afirma que eran alrededor de ciento veinte mil musulmanes. Según una carta escrita mes y medio después del combate, los turcos eran 120 000 al comenzar la campaña. Y que, después del enfrentamiento, los otomanos movilizaron 100 000 hombres en Anatolia.
Un reporte escrito poco después de la batalla en Turda, afirma que participaron cien mil turcos y veinte mil campesinos cristianos de Bulgaria, aunque dicho territorio posiblemente incluía Muntenia, y que estaban armados con hachas, azadas y guadañas. La Crónica Lituana señala «cuyo ejército turco era de 120 000, y los tártaros de 30 000». En cambio, el diplomático y cronista húngaro Félix Petančić da un número mucho menor: «Aquí [Vaslui], finalmente, Esteban, el señor de Moldavia, derrotó a Solimán Bajá y al comandante de Rumelia de tal manera que, de treinta mil turcos, muy pocos, es decir, aquellos que cabalgaron más rápido, se han escapado». En una Crónica Turca de inicios del siglo XVI calcula que las fuerzas otomanas incluían treinta mil jinetes; también que en 1473 y 1476 Laiotă fue capaz de aportar doce mil valacos a los turcos. La obra anónima Cronică moldo-germană dice «6983 (1475): el 10 de enero, martes, hubo una guerra en Vaslui con las potencias turcas, y el victorioso (...). Dios los ayude, porque derrotó tan completamente a los turcos, unos cien mil hombres y diecisiete mil montañeses, que estaban con él [Suleiman], que los turcos apenas pudieron escapar». La fuerza otomana debió contar también con un numeroso contingente de artillería.
Basándose en los datos anteriores, el historiador rumano Nicolae Iorga calculaba que las fuerzas otomanas sumaban hasta cien mil soldados bien armados, apoyados por veinte mil campesinos búlgaros cuya misión era abrir caminos y transportar provisiones. El coronel rumano Alexandru Culici estimó que los otomanos disponían de 10 000 jenízaros, 30 000 jinetes, 30 000 infantes, 8000 valacos, 20 000 mercenarios y conductores de carromatos búlgaros y 20 000 auxiliares. Además, las distintas unidades de ese ejército estarían separadas por 5 a 6 km de distancia durante la batalla. El general rumano Radu Rosetti analizó esas estimaciones, rechazó las distancias entre unidades por ser demasiado grandes y los números de soldados por parecerles exagerados. Según él, las tropas presentes en la batalla debieron ser 40 000 a 50 000, pero que entraron al valle de Bârlad no menos de 30 000 ó 40 000 hombres; Rosetti también señala que los otomanos se encontraban, para cuando se dio la batalla, debilitados por las guerrillas y el duro invierno.

### Moldavos
Joachim Cureaus afirma que: «Esteban el Moldavo, aunque fue abandonado por todos los príncipes, todavía se armó con un ejército adecuado, compuesto de campesinos y sus soldados pagados, cuyo número no excedía los 40 000 hombres». Número idéntico da Dlugosz: «tenían solo unos 40 000 combatientes, la mayoría de los cuales eran campesinos»; entre esos combatientes había 5000 sículos. En cambio, Navagero estimaba en «valacos en número de 42 000», apoyados por «16 000 transilvanos enviados por el rey de Hungría»; los Anales Venecianos concuerdan en el número de «valacos», pero aumentan a los transilvanos a 26 000. Stryjkowski dice que eran 40 000 moldavos apoyados por 2000 polacos y 5000 sículos. Ureche afirma que fueron 40 000 moldavos, 5000 húngaros y 2000 polacos. Malipiero no da números pero dice que los moldavos tenían aliados rusos, bohemios y húngaros en sus filas. Según un reporte posterior al combate, los cristianos sumaban unos 50 000, lo que coincide con los autores anteriores sobre el número de moldavos, polacos y sículos, sin embargo, también informa que los sículos no fueron un aporte del rey húngaro, sino que eran mercenarios contratados por Esteban III y que el monarca húngaro solo aportó con 300 caballeros dirigidos por Mihály Fants. Sin embargo, otra versión de la misma carta varía en el número de húngaros, elevándolos a 1800, pero puede deberse a una confusión con los polacos. La Crónica Lituana afirma que eran 5000 jinetes polacos, 47 000 moldavos y 10 000 lituanos.
El ya mencionado reporte de Turda habla «de casi 50.000 moldavos». El cronista moldavo Miron Costin sostenía que eran 40 000 los combatientes que logró movilizar Esteban III en septiembre para enfrentar la invasión. Los Analele Veneţiene sostienen que movilizó 32 000 «Valacos» y 26 000 transilvanos, aunque estos últimos deben referirse a húngaros en general. Sin embargo, otro manuscrito de los Analele Veneţiene citado por Andrei Rădulescu eleva el número a 42 000 «Valacos». Según una carta escrita poco después de la batalla en Buda, Esteban III tenía 60 000 de los llamados valacos a su mando. Una fuente italiana afirma que el ejército húngaro podía disponer de 60 000 soldados de caballería, 20 000 de infantería con arcabuces y ballestas y 1500 piezas de artillería entre húngaros, transilvanos y sículos y que esperaban la ayuda de Esteban III y sus 40 000 hombres. Un acta florentina afirmaba que el ejército moldavo podía contar con 12 000 jinetes y infantes. Según el obispo Nicolae de Brunsberg (Ermeland), los moldavos tenían 12 000 jinetes y 20 000 infantes, además de una cantidad considerable de artillería y 2000 caballeros transilvanos que los habían apoyado en la lucha contra los turcos. En cambio, los valacos disponían de 8000 jinetes y 30 000 infantes situados en sus fronteras con los otomanos.
Aunque la mayor parte del ejército moldavo eran campesinos, una carta el embajador Matteo Muriano afirma que los moldavos podían poner en armas 40 000 jinetes y 20 000 infantes, y en otra carta de 1430, de Alejandro I de Moldavia para Segismundo de Hungría le promete para luchar contra los turcos ayudarlo con «todo su poder», es decir, «con todos sus diez mil caballeros».
Esteban III le daba gran importancia a su artillería, siendo el calibre más común era de unos 15 cm con un alcance de unos 100 metros de promedio. Consiguió sus cañones y morteros en las ciudades de Transilvania y fabricó pólvora en el campo, sin embargo, algunos los capturó a sus enemigos, como en Baia, donde se hizo con 50 cañones húngaros.
El general Rosetti reconoce que la mayoría de las fuentes estiman en treinta a cuarenta mil los hombres que puso Esteban III en el campo de batalla, incluso menciona que Andrei Rădulescu, afamado historiador y jurista, concluyó después de enumerar y analizar las fuentes, que los moldavos debieron ser unos cuarenta millares. Sin embargo, Rosetti se muestra crítico, pues para que el ejército de operaciones de ese principado pudiera tener tal tamaño, hubiera requerido de una demografía mucho mayor de la que presentaban los estudios de la época. Para sostener tal fuerza, se requeriría que la Moldavia de ese siglo tuviera, al menos, dos mil aldeas, pues si cada una tiene veinte casas o familias daría como resultado unas cuarenta mil familias. Así, cada hogar aportaría con un hombre adulto, pero esto exige descontar a los ancianos (como muchos jefes de hogar) o lisiados de campañas anteriores. Rosetti también llama a considerar que había otros frentes que proteger en esa época y se debían dejar guarniciones en las ciudades, donde muchos hombres eran necesarios para otros servicios no militares. De este modo, el ejército moldavo de campo jamás sobrepasó los treinta mil efectivos. Además, el militar rumano cree que los números mencionados por las fuentes sobre Vaslui contradicen los datos recogidos sobre los ejércitos moldavos en años inmediatamente anteriores y posteriores, donde se presentan contingentes mucho más pequeños. Por último, considera que el espacio del campo de batalla, un frente de 4500 a 6000 metros de ancho no permite agrupar a un ejército demasiado grande. Por todo lo anterior, Rosetti considera que la fuerza máxima del ejército moldavo pudo ser de 35 000 a 40 000 hombres, pero asumiendo como ciertos los datos que ofrecen las crónicas y cartas de la época sobre los contingentes de sículos, húngaros y polacos.

## Combate

### Campaña

Mapa de la batalla: en verde, las fuerzas de los sículos, en rojo, las moldavas y en café, las turcas.

El ejército invasor entró en Moldavia en diciembre de 1474. Para fatigar a los otomanos, Esteban III había instituido una política de tierra arrasada y pozos envenenados. Además, sus tropas que se especializaron en preparar emboscadas para hostigar a los otomanos en su avance. La población y el ganado fueron evacuados hacia las montañas del norte del país. Ante las amenazas e intimidaciones de rendición, a lealtad de los moldavos quedó patente con declaraciones como la que recoge la Crónica de Byhovec: «sepa con certeza que no podemos ser traidores a nuestro señor y su ciudad, porque nuestro señor, Voivoda Esteban, está en el campo con su ejército; si quieres, ve y derrótalo, y las fortalezas y toda su tierra estarán inmediatamente en tus manos».
Los exploradores otomanos informaron a Suleiman que había pueblos intactos cerca de Vaslui y los otomanos se dirigieron a esa región. El invierno dificultó el establecimiento del campamento, lo que obligó a los turcos a moverse rápido y dirigirse a la capital moldava, Suceava. Para llegar a Vaslui, donde el ejército moldavo tenía su campamento principal, necesitaban cruzar Podul Înalt, «Puente Alto», sobre el río Bârlad. El puente estaba hecho de madera y no era adecuado para el transporte pesado de tropas, pues estaba construido sobre pilones. Esteban III eligió esa zona para la batalla, el mismo lugar donde su padre, Bogdan II, había derrotado a los polacos en 1450; y donde él, a la edad de 17 años, había luchado codo a codo con Vlad III. El área era ideal para la defensa: el valle era un semióvalo rodeado por todos lados por colinas cubiertas de bosque. Dentro del valle, el terreno era pantanoso, lo que restringía el movimiento de tropas. Estaba a mitad de camino entre Rahova y Lipovat, hacia el sur de Vaslui. Esteban III había evitado conscientemente la batalla en campo abierto y había elegido un lugar que sirviera a su estrategia.

### Ataque otomano
Esteban III eligió muy bien el momento de la batalla. El 10 de enero comenzó como una mañana de martes oscura y brumosa, el clima era gélido y la densa niebla limitaba la visión. Las tropas turcas estaban exhaustas por la marcha desde Iskenderie, donde había luchado hacia poco tiempo, y con dificultades para orientarse, sin embargo, Suleiman confiaba plenamente en sus soldados y no exploró mucho la zona.
Suleiman ordenó a sus tropas atacar, causando un pánico inicial en el campamento moldavo. Esto se habría producido por el sonido de los brucium y trompetas del enorme ejército musulmán, llegando a atemorizar al mismo Esteban III por un momento, pero un soldado veterano de las campañas de Alejandro I le dijo: «Señor, no te turbes, porque hoy nos quedaremos con vosotros; guardad valientemente al costado y Dios desde lo alto nos ayudará». Hubo un primer choque entre sículos y otomanos por el control del puente donde estos últimos se impusieron y empezaron a cruzar.
Los moldavos dieron el primer paso al enviar músicos con tambores y cornetas al centro del valle y el sonido hizo pensar a Suleiman que todo el ejército cristiano lo esperaba allí. Al mismo tiempo, la caballería ligera moldava ayudó a atraer a los turcos al valle con repetidos ataques y huidas que los animaron a perseguirla. En realidad, ahí sólo estaban los sículos y profesionales moldavos con órdenes de retirarse lentamente en cuanto hicieran contacto con el enemigo. Estaban instalados detrás de dos zanjas defensivas y poseían diez cañones en cada flanco.
El ataque turco continuó junto al puente en la otra orilla, encabezado por un cuerpo élite de jenízaros al mando de Piri-beg, el hijo de Isak-beg, derrotando y acabando con 1500 sículos, 1800 húngaros y muchos moldavos que les salieron al paso. Su caballería cargó contra el centro de la línea defensiva, mientras su infantería acometía por las alas, pero cuando quedaron a distancia adecuada, la artillería moldava empezó a dispararles con el apoyo de arqueros y arcabuceros ocultos en las montañas de tres costados del valle. Los cañones dispararon siete veces cada uno contra el enemigo. Dicha intervención permitió a los cristianos equilibrar la batalla, aún cuando los tiradores no podían ver por la niebla y apuntaban guiándose por el ruido de los pasos de los otomanos. En esos momentos, la caballería musulmana en retaguardia intentó cruzar el puente de madera, pero la estructura no soportó el peso y se derrumbó; también se dice que los moldavos y el resto de los sículos intentaron contraatacar y recuperar el control del puente, momento en que se derrumbó, haciendo que muchos jenízaros cayeran a las aguas y se ahogaran. Esto causó gran pánico en la hueste turca, pero rápidamente se recuperó el control por su férrea disciplina.
Los soldados otomanos que sobrevivieron a la lluvia de proyectiles y no quedaron atrapados en las ciénagas, tuvieron que enfrentar a los moldavos y sículos ubicados en la parte más alta del valle. Allí los cinco mil sículos lograron repeler el asalto de siete mil infantes turcos y emprender una lenta retirada, pero luego fueron atacados y vencidos por los cipayos turcos, y debieron refugiarse en la segunda línea defensiva. Los otomanos presionaron a los aliados hacia el noroeste; según Dlugosz, estaban cerca de aplastar a los moldavos y sículos que les hacían frente.

### Trampa y retirada
En aquel momento parecía que la línea cristiana estaba a punto de romperse después de varias horas de intensa batalla, la artillería moldava del ala izquierda disparó sus siete descargas contra los soldados musulmanes. Esta maniobra generó más miedo que daño real, permitiendo la carga de la reserva de Esteban, oculta en los bosques y montes de su ala izquierda, y formada por su caballería pesada en el centro y sus campesinos en los flancos, unos 12 000 veteranos de Baia. Cayeron sobre la retaguardia y el flanco derecho otomanos, destrozándolos. El contraataque buscaba el centro de la columna otomana para separar a la infantería turca, que estaba en el pantano y estaba inmersa en la batalla, y su caballería, que acababa de unirse a la batalla y estaba detrás.
Simultáneamente, Esteban III había pactado con habitantes del vecino pueblo de Bârlad para que llegado el momento distrajeran al enemigo con sus cornetas y trompetas, haciendo que varias unidades turcas giraran hacia la derecha para enfrentar al sonido.
Al creerse rodeados, los musulmanes empezaron a huir en desorden. Cuando los moldavos y sus aliados cayeron sobre los otomanos, Suleiman perdió el control de su hueste. Los soldados inexpertos rompieron filas, dispersándose y empujándose los unos a los otros. Según Dlugosz, en su desesperación, muchos otomanos intentaron huir saltando a un río, al que identifica como el Dniéster, pero se ahogaron. Los turcos se retiraron y fueron perseguidos por no menos de tres días por la caballería ligera moldava y los 2000 polacos, destruyendo a gran parte de la fuerza invasora hasta que cruzaron el río Siret por lonăşăşti, en lo que actualmente se llama Vadul Turcilor, «vado de los turcos». Como indica Ion Cupșa, el ejército aliado, reunido para golpear fuerte durante la batalla, se dispersó en varios grupos por un amplio territorio para cazar a los fugitivos.
Todas las crónicas sólo mencionan el enfrentamiento entre la hueste otomana y el ejército aliado, por lo que considera que los valacos permanecieron al otro lado del río Bârlad durante la batalla, sin cruzar el puente de pontones, y cuando vieron segura la derrota musulmana, simplemente se retiraron sin luchar. Esto coincide con el hecho que los valacos atacaron a los turcos durante su retirada por Valaquia, aparentemente su voivoda cambió de bando, lo que llevó a los musulmanes a sitiarlo en un fuerte, donde hizo una salida sorpresa y causó muchas bajas en los otomanos fugitivos.

### Bajas
Según Malipiero, los otomanos sufrieron cuarenta mil muertos y cuatro mil prisioneros, números que según el historiador rumano Nicolae Grigoraș, fuentes como el cronista polaco Jan Dlugosz y el enviado veneciano Paulo Ognibene apoyan. La Veronese Anonymous Chronicle los eleva a cincuenta mil muertos, y entre esos, «gran cantidad de hombres valientes». Petančić creía que la mayoría de los treinta mil turcos de la expedición cayeron en el combate. Leonardo de Oretona afirma que fallecieron no menos de ciento veinte mil turcos. Un número de bajas tal alto indica que al intentar cruzar el río Siret, el hielo superficial se quebró y muchos se ahogaron. Stryjkowski no aporta cifras, pero señala que cuando él visitó el campo de batalla, un siglo después, aún se podían ver montones de huesos de los turcos muertos junto a tres cruces de piedra. También menciona que Esteban III hizo empalar a todos los prisioneros, excepto los cuatro más importantes, que fueron enviados con treinta y seis estandartes capturados con mensajes pidiendo ayuda al rey polaco. La Crónica Lituana dice que los cristianos tomaron cien estandartes enemigos intactos y los restos de otros ciento treinta, además de empalar a once mil prisioneros en diez filas. La Crónica moldopolona afirma que casi todos los turcos murieron y que los moldavos, con participación polaca, capturaron 40 banderas. Como informa Dlugosz, muchos turcos murieron ahogados cruzando el Danubio en botes y Esteban III empaló vivos a todos los que atrapó, sin distinguir por edad o rango social, el total de bajas habría bordeado los treinta mil.
Grigoraș estima, basado en el estudio de las crónicas antiguas, que las bajas turcas debieron bordear los treinta mil muertos más cuarenta mil caballos perdidos y quince mil prisioneros, «La ofensiva de Suleiman se estaba convirtiendo así en una catástrofe militar». Por último, toda la artillería otomana fue capturada.

## Consecuencias

### Inmediatas
Esteban III realizó un ayuno de pan y agua por cuatro días para agradecer a la Divina Providencia por la victoria, luego entró victorioso en Suceava, donde fue saludado por una procesión de religiosos liderados por los obispos diciendo «larga vida al emperador». Este evento ha sido comparado con la descripción que hizo el patriarca Eutimio de Tarnovo de la entrada de Constantino el Grande después de la victoria en el puente Milvio, personaje histórico que se volvió el modelo favorito para las iglesias ortodoxas después de la Caída de Constantinopla.

### Campaña de castigo
Sin embargo, la batalla, a pesar de ser una gran derrota para los turcos, no fue un punto de inflexión y continuaron su expansión por Europa en los años siguientes. Esteban III sabía que el sultán intentaría vengar la afrenta y escribió una carta a la corte húngara (y a través de ella a todos los monarcas europeos) para conseguir ayuda. Especialmente, le envió varias misivas al rey polaco, Casimiro IV Jagellón, pidiéndole 20 000 guerreros, asegurándole que serían suficientes para expulsar a los musulmanes, pues los otomanos estaban debilitados por la peste y el hambre.
Sin embargo, Esteban III no fue capaz de conseguir el apoyo de otros monarcas cristianos y por el sur Mehmed II invadió personalmente su principado en 1476 con ayuda de los tártaros desde el norte, obligando a los moldavos a dividir sus pequeñas fuerzas. En consecuencia, Mehmed II ganó en Valea Albă, pero no fue capaz de seguir la campaña por problemas de suministros. A la larga, Esteban III fue incapaz de resistir a los turcos al tener que enfrentar a la vez a los polacos desde 1497. Así, en 1504 firmó un tratado mediante el cual se comprometía a pagar 4000 ducados anuales como tributo. Sin embargo, cuando murió se lo describiría así: «1504. Muere Esteban, voivoda de Moldavia, un valiente soldado como un segundo Alejandro; muchas veces venció al emperador turco con sus grandes ejércitos, también a los tártaros, y a Mateo, rey de Hungría, y a Alberto, rey de Polonia».
En una carta, Matías Corvino afirma que al año siguiente envió 60 000 húngaros a ayudar a los moldavos. Cuando el sultán se enteró huyó de regreso a Constantinopla, retirada en la que los otomanos habían perdido 50 000 hombres. Luego enviaron a Valaquia a Vlad III, quien hizo huir a su rival y sus aliados turcos a Bulgaria, matando 18 000 de ellos en la campaña.

### Vlad III en Valaquia
Lo cierto es que, aprovechando la debilidad turca después de la batalla, los húngaros liberaron a Vlad III de su arresto domiciliario y le permitieron invadir Valaquia. El voivoda de Transilvania, Esteban V Báthory, fue puesto al mando de la expedición por el rey húngaro, aunque por su falta de experiencia militar, el mando real lo tenían Vlad III y el déspota serbio Vuk Branković. La fuerza se componía de 4000 a 21 000 hombres (8000 infantes y 13 000 jinetes) entre húngaros, moldavos, valacos y un pequeño contingente serbio. Vlad III le escribió a Esteban III para unir sus fuerzas, pero el retraso de los húngaros lo impidió, llevando a la derrota moldava en Valea Albă. De todas formas, ambas fuerzas cristianas pudieron unirse el 18 de agosto y ayudar a expulsar a los otomanos de Moldavia, formando un ejército de quizás 30 000 efectivos. Después de un consejo celebrado en Brașov, Vlad III, Esteban V y Vuk decidieron invadir Valaquia desde el sur de Transilvania con 35 000 combatientes, mientras Esteban III atacaría el este de Valaquia con 15 000.
La ofensiva de Vlad III comenzó a inicios de noviembre, venciendo en Rucăr, cerca de la frontera entre Valaquia y Transilvania, a los 18 000 hombres del voivoda rival Basarab Laiotă cel Bătrân; ambos ejércitos dejaron 10 000 muertos en el campo. La guarnición otomana en la provincia entró en pánico y huyó, abandonando al voivoda Laiotă, quien también escapó. El 8 de noviembre, Vlad III entraba en Târgoviște y se reunía con Esteban III, jurándose mutua lealtad eterna y prometiendo una cruzada contra los turcos ante Esteban V. Este último tomó Bucarest el 16 de noviembre y diez días después Vlad III recuperaba oficialmente su trono, por tercera y última vez. Los voivodas de Moldavia y Transilvania se retiraron a sus territorios poco después, dejando a Vlad III con pocas fuerzas, y en diciembre murió luchando en una batalla contra Laiotă.

### Análisis
Según Cupșa, la victoria cristiana se debió a cuatro factores fundamentales relacionados con la elección del terreno hecha por Esteban III: primero, al cubrir sus flancos con alturas cubiertas de bosques impidió que su enemigo pudiera flanquearlo, obligándolo a un ataque frontal; segundo, el lugar permitía una línea de batalla de 2 a 3 km, así los otomanos no podían emplear todas sus fuerzas y su superioridad numérica no sólo se volvió inútil, sino que un lastre, pues se encontraban hacinados y desordenados; tercero, la zona pantanosa dificultaba los movimientos turcos, limitando el efecto de sus ataques; y cuarto, la existencia del puente obligó a Suleiman a enfrentar a los aliados de forma sucesiva e impidió su retirada cuando colapso, llevando a su aniquilación.

### Primaria
- Anónimo (1915).  Giovanni Soranzo, ed. Cronaca di Anonimo veronese, 1446–1488 (en italiano). Venecia: Tip. Emiliana. Monumenti storici publicati dalla R. Deputazione veneta di storia patria. Ser. 3, Cronache e diarii; 4.
- Berciu-Drăghicescu, Adina; Liliana Trofin (2006). Culegere de documente privind istoria romanilor. Secolele IV-XVI (en rumano). Bucarest: Editura Universitatii Bucureşti.
- Bogdan, Damian P. (1913). Documentele lui Ștefan cel Mare: Hrisoave şi cărti domnești, 1457-1492 (en rumano) I. Bucarest: Atelierele Grafice Socec.
- Bogdan, Ioan; P. P. Panaitescu (1959). Cronicile slavo-romîne din sec. XV-XVI (en rumano). Bucarest: Editura Academiei Republicii Populare Romîne.
- Brzeski, Nicolae (1891). «Cronica moldopolonă».  En Ioan Bogdan, ed. Cronice Moldovenesci (en rumano y polaco). Bucarest: Carol Gobl. pp. 173-184, 223-234.
- Costin, Miron (1944).  Petre P. Panaitescu, ed. Letopiseţul Ţărîi Moldovei (en rumano). Bucarest: Fundatia Regala pentru Literatura si Arta. Véase también en Archive una edición de 1961.
- Cureus, Joachim (1571). Gentis Silesiae Annales (en latín). Wittenberge: Iohannes Crato.
- Da Lezze, Donado (1910). Historia Turchesca (1300-1514) (en italiano). Bucarest: Ed. Acad. Romane. Introducción de Ion Ursu.
- De Oretona, Leonardo (1977). Războieni. Cinci sute de ani de la campania din 1476. Monografie și culegere de texte (en rumano). Bucarest: Arhivele Statului.
- Dlugosz, Jan (1997).  Maurice Michael & Jane Allan, ed. The Annals of Jan Dlugosz: an English abridgement (en inglés). Charlton: IM Publications. Comentarios por Dr. Paul Smith. Traducción latín-inglés por Maurice Michael. ISBN 9781901019001.
- Fraknói, Vilmos (1893). Mátyás király levelei: külügyi osztály (en latín y rumano) I. Budapest: Magyar Tudományos Akadémia.
- Gorovei, Ştefan S. (2004). Stefan cel Mare si Sfânt, 1504-2004: carte tiparita cu binecuvântarea Inalt Prea Sfintitului Pimen Arhiepiscop al Sucevei si Radautilor (en rumano). Suceava: Muşatinii. Es una compilación de fragmentos de diversas crónicas de la época que hablan de Esteban III y su reinado.
- Iorga, Nicolae (1897). «Analele Veneţiene». Acte și fragmente cu privire la istoria românilor adunate din depozitele de manuscrise ale Apusului (en rumano) III. Bucarest: Imprimeria Statului. Véase también DSpace.
- Iorga, Nicolae (1904). Istoria lui Ştefan cel Mare. Bucarest: Minerva.
- Iorga, Nicolae (1905). Geschichte des rumänischen Volkes im Rahmen seiner Staatsbildungen: Bd. Bis zur Mitte des 16. Jahrhunderts (en alemán) I. Gotha: F. A. Perthes.
- Iorga, Nicolae (1909). Studii şi documente cu privire la istoria romînilor (en rumano) XVI. Bucarest: Imprimeria Statului.
- Malipiero, Domenico (1843). Annali Veneti dall’anno 1457 al 1500 del senatore Domenico Malipiero ordinati ed abbreviati dal senatore Francesco Longo con prefazione e annotazioni di Agostino Sagredo aggiuntovi i dispacci al Senato veneto di Francesco Foscari e di altri oratori all imperatore Massimiliano I e la storia veneta dettata da Daniel Barbaro e completatat col la storia secreta di Luigi Borghi dal’anno 1512 al 1515 (en italiano). Florencia: Vieusseux.
- Navagero, Andrea (1733). «Storia della Repubblica veneziana».  En Lodovico Antonio Muratori, ed. Rerum italicarum Scriptores (en latín) XXIII. Milán: Typographia Sociaetatis Palatinae.
- Stryjkowski, Maciej (1846). Kronika polska, litewska, żmódzka i wszystkiéj Rusi Maciejá Stryjkowskiego (en polaco) II. Varsovia: Nakład Gustawa Leona Glücksberga.
- Ureche, Grigore (1878). Chronique de Moldavie depuis le milieu du XlVe siecle jusqu' a l'an 1594 (en francés). París: Ernest Leroux.
- Veress, Andrei (1914). Acta et epistolae relationum Transylvaniae Hungariaeque cum Moldavia et Valachia: 1468-1540 (en latín) I. Budapest: Typis Societatis Stephaneum typographicae.

### Moderna
- Alexianu, Al (1987). Mode și veșminte din trecut: cinci secole de istorie costumară românească (en rumano) I. Bucarest: Meridiane.
- Artimon, Teodora C. (2017). «All mondavian Eyes on Ottomans: Perceptions and Representations at the End of the Fifteenth Century».  En Marianna D. Birnbaum, Marcell Sebők, ed. Practices of Coexistence: Constructions of the Other in Early Modern Perceptions (en inglés). Budapest: Central European University Press. pp. 177-218. ISBN 9789633861882.
- Babinger, Franz (1992).  William C. Hickman, ed. Mehmed the Conqueror and his time (en inglés). Princeton: Princeton University Press. Traducción alemán-inglés por Ralph Manheim. ISBN 0-691-01078-1.
- Burada, Teodor T. (1974). Istoriografie muzicală (en rumano) II. Bucarest: Editura muzicală.
- Călinescu, George (1954). Istoria literaturii romîne (en rumano) I. Bucarest: Ed. de Stat Pentru Literatura şi Arta.
- Cândea, Virgil (2004). «Saint Stephen the Great in his contemporary Europe (Respublica Christiana)». Etudes balkaniques (en inglés) (4): 140-144.
- Cristea, Ovidiu (2008). «Declanşarea războiului, victorii şi intrări triumfale în Moldova lui Ştefan cel Mare: evenimente, reprezentări, interpretări». Analele Putnei (en rumano) IV (1): 105-132.
- Cristea, Ovidiu (2018). «The aftermath of a victory: An episode of Stephen the Great's diplomacy after the Battle of Vaslui (10 january 1475)». Banatica (en inglés) XXVIII: 453-463.
- Culici, Alexandru (1938). Racova. Bătălia de lîngă Vaslui (en rumano). Bucarest: Tipogr. Stat Major. Extracto de România Militará.
- Cupșa, Ion (1975). Batalia de la Vaslui (10 ianuarie 1475) [a lui Stefan cel Mare] (en rumano). Bucarest: Editura militara.
- Dascălul, Simion; Giurescu, Constantin C. (1916). Letopisețul Țării Moldovei până la Aron Vodă (1359-1595): întocmit după Grigorie Ureche Vornicul, Istratie Logofătul și alții (en rumano). Bucarest: Socec & Co.
- Denize, Eugen (2004). Ștefan cel Mare: dimensiunea internațională a domniei (en rumano). Târgovişte: Editura Cetatea de Scaun. ISBN 9789737925152.
- Denize, Eugen (2005). «Semnificaţia haraciului in relaţiile ma/do-otomane din vremea lui Ştefan cel Mare. Câteva consideraţii». Studii Şi Materiale de Istorie Medie (SMIM) (en rumano) (Bucarest: Academia Română Institutul de Istorie "Nicolae Iorga") XXIII: 227-239.
- Florescu, Radu R.; Raymond T. McNally (2009). Dracula, Prince of Many Faces: His Life and His Times (en inglés). Nueva York: Hachette. ISBN 9780316092265.
- Giurescu, Constantin C.; Horia C. Matei, Marcel Popa (1974). Chronological History of Romania. Bucarest: Editura enciclopedică română.
- Giurescu, Dinu C. (1981).  Ioana Nestorescu, ed. Editura Sport-Turism (en inglés). Bucarest: Editura Sport-Turism. Traducción rumano-inglés por Sonia Schlanger.
- Golea, Daniela Georgiana (2017). «CAPITOLUL 6 MANAGEMENTUL SECURITĂȚII MEDIULUI DE SECURITATE FLUID». Zidul Tăcerii, Incursiuni în știința secretă: Soluții tehnologice neconvenționale în industria de apărare (en rumano) II. Bucarest: Centrul Tehnic Editorial al Armatei. pp. 151-236. ISBN 9786065241848.
- Gonţa, Alexandru I. (1975). «Tactica şi strategia lui Ştefan cel Mare în bătălia de lîngă Vaslui». Revista de istorie (en rumano) XXVIII (1): 51-66.
- Grigoraș, Nicolae (1982). Moldova lui Ștefan cel Mare (en rumano). Iași: Editura Junimea.
- Grigoraş, Nicolae (2004). The Battle of Vaslui (en inglés) LIX (7-9 (423-425)). Bucarest: Europolis Pub. pp. 30-38.
- Inalcik, Halil (1973). The Ottoman Empire: The Classical Age, 1300-1600 (en inglés). Nueva York: Praeger. Traducción turco-inglés por Norman Itzkowitz & Colin Imber.
- Iorga, Nicolae (1966). Istoria lui Ştefan cel Mare (en rumano). Bucarest: Ed. pentru literatură. Véase también Academia.
- Lewis, Brenda Ralph (2016). The Untold History of the Kings and Queens of Europe (en inglés). Nueva York: Cavendish Square Publishing. ISBN 9781502619099.
- Matei, Mircea D.; Radu Cârciumaru (2004). Studii noi despre probleme vechi: din istoria evului mediu românesc (en inglés). Târgoviște: Cetatea de Scaun.
- Panaite, Viorel (2000). The Ottoman Law of War and Peace: The Ottoman Empire and Tribute Payers from the North of the Danube (en inglés). Nueva York: East European Monographs & Columbia University Press. ISBN 9780880334617.
- Papacostea, Şerban (1982). «Relaţiile internaţionale ale Moldovei în vremea lui Ştefan cel Mare». Revista de Istorie XXXV (5-6): 607-638.
- Pilat, Liviu (2004). «Modelul constantinian şi imaginarul epocii lui Ştefan cel Mare». Ştefan cel Mare şi Sfânt, atlet al credinței creştine. 1504-2004 (en rumano). Putna: Musatinii. pp. 429-444.
- Pilat, Liviu; Ovidiu Cristea (2017). The Ottoman Threat and Crusading on the Eastern Border of Christendom during the 15th Century (en inglés). Leiden: BRILL. ISBN 9789004353800.
- Pippidi, Andrei (2001). Tradiţia politică bizantină în Ţările române în secolele XVI- XVIII (en rumano). Bucarest: Editura Corint.
- Pippidi, Andrei (2002). «Noi Izvoare Italiene despre Vlad Ţepeş şi Ştefan cel Mare». Studies and Materials of Medium History (en rumano) XX: 15-21.
- Pippidi, Andrei (2005). «Lucruri noi despre Ştefan cel Mare». Analele Putnei (en rumano) I (1): 79-92.
- Prodan, Petru (2012). «Ştefan cel Mare - Mit şi istorie. Campanii (II) Primul război dintre Moldova şi Imperiul Otoman». EROII NEAMULUI IV (13): 46-48. ISSN 2067-5801. Archivado desde el original el 6 de mayo de 2016. Consultado el 21 de agosto de 2022.
- Querengässer, Alexander (2021). Before the Military Revolution: European Warfare and the Rise of the Early Modern State 1300–1490 (en inglés). Oxford: Oxbow. ISBN 9781789256727.
- Rosetti, Radu R. (1947). Istoria artei militare a românilor până la mijlocul veacului al XVII-lea (en rumano). Bucarest: Imprimeria Nationalá.
- Simon, Aexandru (2004). «În jurul bătăliei de la Vaslui (1474-1475). Consideraţii asupra relaţiilor dintre Regatul Ungariei, Moldova şi Ţara Românească». Studia Universitatis Babeș-Bolyai (en rumano) XLIX (2): 3-26.
- Spinei, Victor (1986). Moldavia in the 11th–14th Centuries (en inglés). Bucarest: Editura Academiei Republicii Socialiste România.
- Stati, Vasile (1998). Istoria Moldovei în date (en rumano). Chişinău: Tipografia Academiei de Științe. ISBN 9789975620338.
- Stati, Vasile (2004). Ștefan cel Mare, Voievodul Moldovaniei (en rumano). Bucarest: F.E.-P. "Tipografia Centrală". ISBN 9789975783040.
- Stroea, Adrian; Gheorghe Bãjenaru (2010). Artileria românã în date ºi imagini (en rumano). Bucarest: Editura Centrului Tehnic-Editorial al Armatei. ISBN 978-606-524-080-3.  Véase también en Moam.
- Székely, Maria Magdalena (2008). «Atributele imperiale ale cetăţii Suceava». Analele Putnei (en rumano) IV (2): 5-14.
- Sullivan, Alice Isabella (2017). «Visions of Byzantium: The Siege of Constantinople in Sixteenth-Century Moldavia». The Art Bulletin IV (99): 31-68. ISSN 0004-3079.
- Țurcanu, Ion (2007). Istoria românilor: Cu o privire mai largă asupra culturii (en rumano). Bucarest: Istros. ISBN 9789731871028.
- Turnbull, Stephen (2003). The Ottoman Empire 1326–1699 (en inglés). Oxford: Osprey Publishing. ISBN 1-84176-569-4.
- Vaisman, Arthur (1973). «A bright page in the history of Romanian-Iranian friendship: the political and diplomatic relations of Stephen the Great with Uzun Hasan, turcoman shah of Persia». Revue Roumaine D'études Internationales (en inglés) VII (1): 89-94.
- Xenopol, Alexandru Dimitrie (1896). Istoria romînilor din Dacia traiana. Epoca lui Ștefan cel Mare - 1457-1546 IV. Iași: Frații Șaraga. Véase también Google Books.

### Videos
- The battle of Vaslui, 1475. Video del canal de YouTube HistoryMarche. Publicado el 14 de febrero de 2018.
- Battles of Vaslui (1475) and Valea Alba (1476) - Ottoman Wars Documentary. Video del canal de YouTube Kings and Generals. Publicado el 22 de julio de 2018.
- Battle of Vaslui. How to Win Against a 100000 Ottoman Army. Video del canal de YouTube Knowledgia. Publicado el 20 de agosto de 2023.

- Datos: Q1073358
- Multimedia: Battle of Vaslui / Q1073358